# بيل دوران
بيل دوران (بالإنجليزية: Bill Doran)‏ هو لاعب كرة قاعدة أمريكي، ولد في 14 يونيو 1898، وتوفي في 9 مارس 1978.

## وصلات خارجية
- بيل دوران على موقعبيزبول رفرنس.كوم (الدوري الرئيسي) (الإنجليزية)